# Goryphus communis
Goryphus communis là một loài tò vò trong họ Ichneumonidae.